# Karl Fredericks
Karl Fredericks (nacido en Reno, Nevada; el 15 de julio de 1990) es un luchador profesional estadounidense. Actualmente trabaja para la empresa WWE, en su territorio de desarrollo NXT bajo el nombre de Eddy Thorpe.

## Carrera en la lucha libre profesional

### New Japan Pro Wrestling (2015-2022)
Fredericks debutó el 17 de mayo de 2015. En 2018, Fredericks ingresó al New Japan Pro-Wrestling LA Dojo, junto con Clark Connors y Alex Coughlin. Visitó Japón por primera vez como representante del LA Dojo en la Young Lion Cup de 2019 y ganó el torneo con 12 puntos. Fredericks se asoció con Hirooki Goto para la World Tag League en el mismo año, terminando con 3 victorias y 12 derrotas. El 4 de enero de 2020, en Wrestle Kingdom 14, Fredericks, Connors, Coughlin y Toa Henare derrotaron a Tencozy (Satoshi Kojima & Hiroyoshi Tenzan), Yota Tsuji y Yuya Uemura en una lucha por equipos de ocho hombres.
En agosto de 2020, Fredericks compitió en el torneo inaugural New Japan Cup USA, y el ganador recibió un partido por el Campeonato Peso Pesado de los Estados Unidos de IWGP. Perdió ante Kenta en la primera ronda. A partir de ese momento, cambió los colores de sus pantalones cortos de negro a rojo. En el evento principal de «Ignition» el 25 de junio de 2021, Fredericks desafió a Tom Lawlor por el Campeonato Peso Abierto F.U.E.R.T.E y perdió. El 1 de agosto de 2022, el contrato de Fredericks con New Japan expiró y anunció que no lo renovaría.

### WWE (2023-2025)
En enero de 2023, se informó que firmó un contrato con WWE.
En febrero, se le asignó el nombre de ring Eddy Thorpe y debutó en el episodio del 17 de febrero de NXT Level Up, derrotando a Dante Chen. En el episodio del 23 de marzo de NXT, Thorpe haría su debut televisivo derrotando a Myles Borne. En las semanas siguientes, se emitirían viñetas de Thorpe explorando su origen nativo americano. Thorpe pronto comenzaría una pelea con Damon Kemp, lo que llevó a Thorpe a solicitar la ayuda de Gable Steveson (el hermano de Kemp en la vida real) para entrenar para su lucha de NXT Underground con Kemp en el episodio del 4 de julio de NXT, que Thorpe ganó.
Poco después, Thorpe comenzaría un feudo con Dijak, quien se ofendió porque Thorpe fuera referido como el hombre más duro de NXT y lo atacó durante un combate con Oro Mensah. En el episodio del 26 de septiembre de NXT, Thorpe venció a Dijak en una Straps Match, pero fue atacado después de la lucha por Dijak, quien lo golpeó repetidamente con la correa de cuero. En el episodio del 28 de noviembre de NXT, Thorpe luchó contra Bron Breakker por un lugar en el Iron Survivor Challenge en Deadline, pero fue derrotado y una vez más atacado después del combate por Dijak. En NXT Deadline, Thorpe atacó a Dijak durante el Iron Survivor Challenge y le costó el combate. En el episodio del 26 de diciembre de NXT, Thorpe derrotó a Dijak en el segundo combate de NXT Underground para poner fin a la disputa.
Ya en 2024, regreso en el episodio de NXT Level Up emitido el 22 de marzo, derrotando a Uriah Connors.

## Vida personal
Fredericks es un nativo americano y su nombre en el ring de la WWE es una referencia al atleta y compañero nativo americano Jim Thorpe. Fredericks también incorpora su herencia nativa americana en su personaje haciendo la danza de guerra de los nativos americanos en su entrada y usando borlas.

## Campeonatos y logros
- All Pro Wrestling
  - APW Worldwide Internet Championship (1 vez)[11]
  - APW Tag Team Championship (1 vez) - con Styker[12]
- New Japan Pro-Wrestling
  - Young Lion Cup (2019)
- Pro Championship Wrestling
  - PCW Inter-California Championship (1 vez)[13]
- Pro Wrestling Illustrated
  - Situado en el No. 287 de los 500 luchadores individuales de PWI 500 en 2021.[14]